# Simon Ehammer
Simon Ehammer (ur. 7 lutego 2000) – szwajcarski lekkoatleta specjalizujący się w wielobojach, ale odnoszący sukcesy także w innych konkurencjach m.in. skoku w dal.
Brązowy medalista mistrzostw świata juniorów w dziesięcioboju z 2018 roku. Rok później został w tej konkurencji mistrzem Europy juniorów w tej konkurencji. W 2021 zdobył, w skoku w dal, złoto mistrzostw Europy młodzieżowców. Halowy wicemistrz świata w wielobojach z Belgradu (2022) i brązowy medalista światowego czempionatu w Eugene w skoku w dal. W 2024 zdobył złoto halowych mistrzostw świata w siedmioboju, a rok później został halowym wicemistrzem Europy.
Wielokrotny złoty medalista mistrzostw Szwajcarii oraz reprezentant kraju na drużynowych mistrzostwach Europy.

## Osiągnięcia
| Rok  | Impreza                                 | Miejsce   | Konkurencja        | Pozycja    | Wynik     |
| ---- | --------------------------------------- | --------- | ------------------ | ---------- | --------- |
| 2018 | Mistrzostwa świata juniorów             | Tampere   | dziesięciobój      | 3. miejsce | 7642 pkt. |
| 2019 | Mistrzostwa Europy juniorów             | Borås     | dziesięciobój      | 1. miejsce | 7851 pkt. |
| 2021 | Halowe mistrzostwa Europy               | Toruń     | siedmiobój         | –          | DNF       |
| 2021 | Młodzieżowe mistrzostwa Europy          | Tallinn   | skok w dal         | 1. miejsce | 8,10      |
| 2022 | Halowe mistrzostwa świata               | Belgrad   | siedmiobój         | 2. miejsce | 6363 pkt. |
| 2022 | Mistrzostwa świata                      | Eugene    | skok w dal         | 3. miejsce | 8,16      |
| 2022 | Mistrzostwa Europy                      | Monachium | dziesięciobój      | 2. miejsce | 8468 pkt. |
| 2023 | Halowe mistrzostwa Europy               | Stambuł   | siedmiobój         | –          | DNF       |
| 2023 | I dywizja drużynowych mistrzostw Europy | Chorzów   | skok w dal         | 3. miejsce | 7,95      |
| 2023 | Mistrzostwa świata                      | Budapeszt | skok w dal         | 9. miejsce | 7,87      |
| 2024 | Halowe mistrzostwa świata               | Glasgow   | siedmiobój         | 1. miejsce | 6418 pkt. |
| 2024 | Mistrzostwa Europy                      | Rzym      | skok w dal         | 3. miejsce | 8,31      |
| 2024 | Igrzyska olimpijskie                    | Paryż     | skok w dal         | 4. miejsce | 8,20      |
| 2025 | Halowe mistrzostwa Europy               | Apeldoorn | siedmiobój         | 2. miejsce | 6506 pkt. |
| 2025 | Halowe mistrzostwa świata               | Nankin    | skok w dal         | 9. miejsce | 7,99      |
| 2025 | I dywizja drużynowych mistrzostw Europy | Madryt    | skok w dal         | 7. miejsce | 7,89      |
| 2025 | I dywizja drużynowych mistrzostw Europy | Madryt    | sztafeta 4 × 100 m | 7. miejsce | 38,88     |

## Rekordy życiowe
- skok w dal (stadion) – 8,45 (28 maja 2022, Götzis) – rekord Szwajcarii, najlepszy wynik w historii dziesięcioboju
- skok w dal (hala) – 8,26 (29 stycznia 2022, Aubière) – rekord Szwajcarii
- dziesięciobój (stadion) – 8575 pkt. (1 czerwca 2025, Götzis) – rekord Szwajcarii
- siedmiobój (hala) – 6506 pkt. (8 marca 2025, Apeldoorn) – rekord Szwajcarii, 5. wynik w historii światowej lekkoatletyki